# In Salah

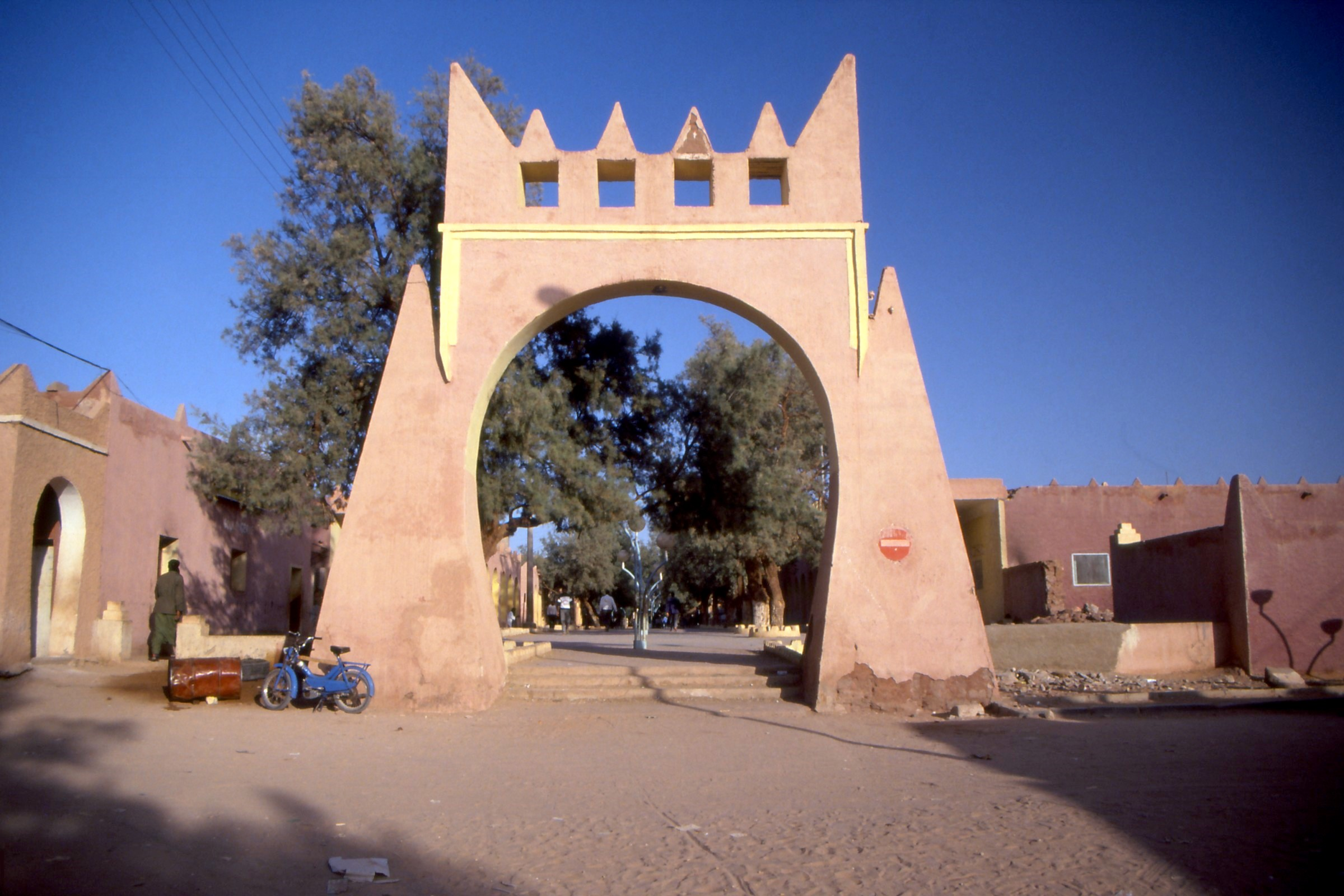
Stadsporten i In Salah, 1991.

In Salah eller Aïn Salah (arabiska: ان صلاح) är en liten oasstad i mellersta delen av Algeriet i Sahara, cirka 100 mil från huvudstaden Alger. Den ligger i provinsen Tamanrasset, och folkmängden i kommunen uppgick till 32 518 invånare vid folkräkningen 2008, varav 22 238 bodde i centralorten. Oasen, som är bebodd av tuareger, är en gammal karavanknutpunkt, och en viktig länk i förbindelsen mellan norra delen av landet och Tamanrasset för vidare färd mot Niger. Flygförbindelse finns med Alger, Ouargla och Tamanrasset. I oasen odlas dadlar.